# Loch Lomond & Cowal Way

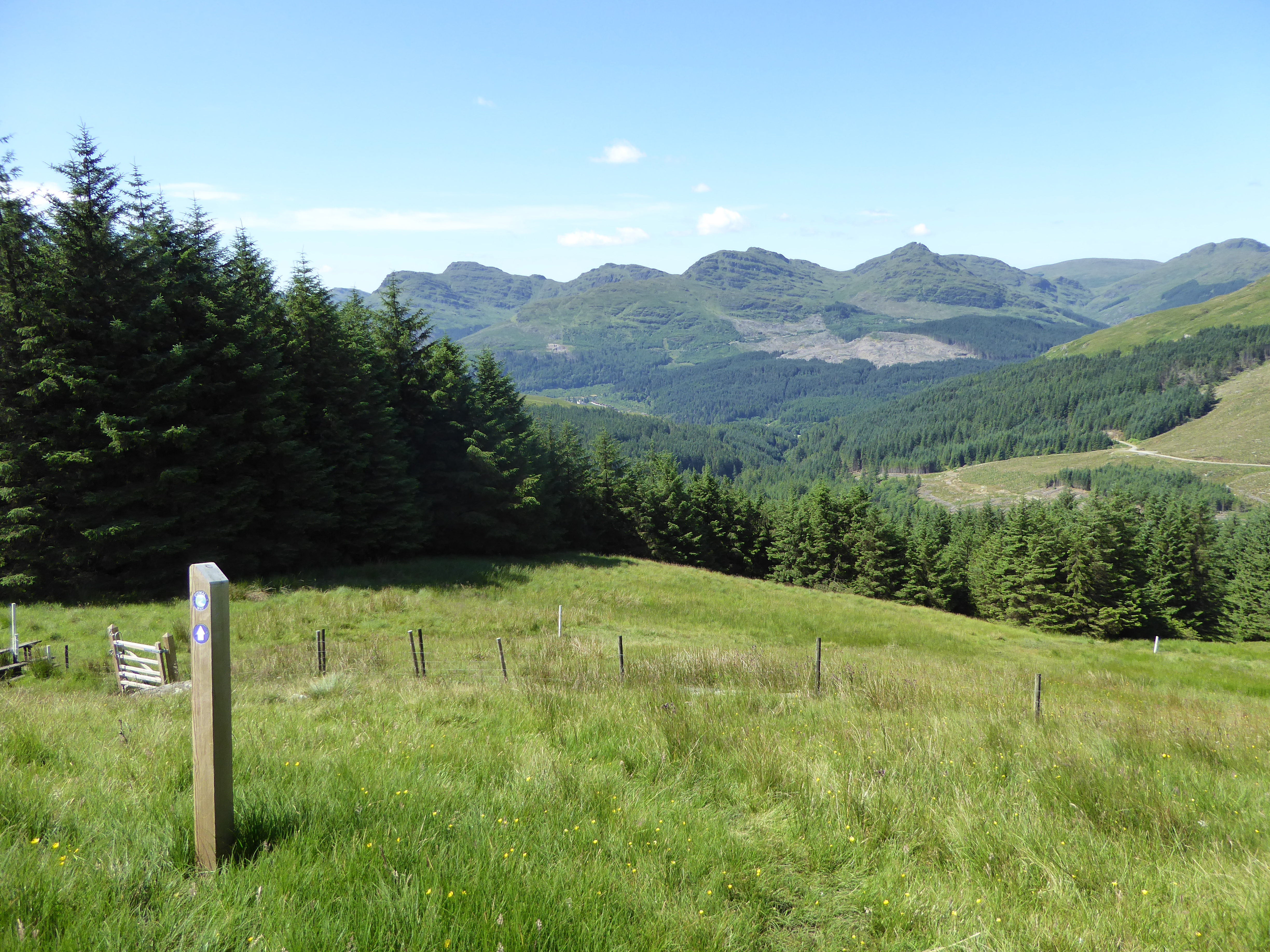

De Loch Lomond & Cowal Way (tot 2018 Cowal Way) is een langeafstandswandelpad (Great Trail) in Nationaal park Loch Lomond en de Trossachs in Schotland. Het pad uit 2000 is 92 kilometer lang en loopt van Portavadie tot Inveruglas.